# Marco Sandy
Marco Antonio Sandy Sansusty (* 29. August 1971 in Cochabamba) ist ein ehemaliger bolivianischer Fußballspieler, der meist in der Innenverteidigung eingesetzt wurde. Er lief in 93 Länderspielen für Bolivien auf, unter anderem bei der Weltmeisterschaft 1994, und war bis März 2017 gemeinsam mit Luis Cristaldo Rekordnationalspieler.

## Vereinskarriere
Die meiste Zeit seiner Karriere verbrachte Sandy bei seinem Heimatverein Bolívar, diesen verließ er jedoch dreimal, um anschließend nach einem kurzen Gastspiel zu seinem neuen Klub zurückzukehren. Insgesamt absolvierte er 393 Spiele für Bolívar und kam zu 53 Einsätzen bei seinen anderen Vereinen, darunter auch Real Valladolid in Spanien und Gimnasia de Jujuy in Argentinien.

## Karriere in der Nationalmannschaft
Sein Debüt im Nationalteam gab Sandy am 29. Januar 1993 in einem Freundschaftsspiel in Cochabamba gegen Honduras, das mit 3:1 gewonnen werden konnte.
Nach diesem Spiel kam Sandy in weiteren 92 Spielen seines Landes zum Einsatz und erzielte dabei sechs Tore. Er nahm an der Fußball-Weltmeisterschaft 1994 in den USA teil, schied mit Bolivien jedoch in einer Gruppe mit Deutschland, Spanien und Südkorea nach der Vorrunde als Tabellenletzter nach einem Unentschieden und zwei Niederlagen aus.
Sein letztes Länderspiel absolvierte er erst zehn Jahre später in einem Qualifikationsspiel zur Weltmeisterschaft in Deutschland, das mit 1:2 gegen Venezuela verloren wurde. Mit 93 Länderspielen war er bis März 2017, als Ronald Raldes sein 94. Länderspiel bestritt, gemeinsam mit Luis Cristaldo Rekordnationalspieler Boliviens.

## Trainerkarriere
Nach Ende seiner aktiven Laufbahn wurde er 2007 Trainer des Club Bolívar. Später wurde er Nationaltrainer der U-20 Boliviens, Co-Trainer der A-Nationalmannschaft und Trainer der Frauennationalmannschaft. Zudem trainierte der ehemalige Rekordnationalspieler mehrmals Real Potosí.

## Erfolge
Club Bolívar
- Bolivianischer Meister: 1991, 1992, 1994, 1996, 1997, 2002, 2004-A, 2005-Ad, 2005/06-C